# Veeraganur
Veeraganur es una ciudad y nagar Panchayat situada en el distrito de Salem en el estado de Tamil Nadu (India). Su población es de 11624 habitantes (2011).

## Demografía
Según el censo de 2011 la población de Veeraganur era de 11624 habitantes, de los cuales 5736 eran hombres y 5888 eran mujeres. Nangavalli tiene una tasa media de alfabetización del 72,93%, inferior a la media estatal del 80,09%: la alfabetización masculina es del 80,61%, y la alfabetización femenina del 65,51%.